# Jesper Asholt
Jesper Asholt, född den 11 maj 1960 i Bjerringbro i Danmark, är en dansk skådespelare.
Asholt fick sin teaterutbildning vid Århus Teater 1991 och har förutom denna teater varit engagerad vid Nørrebros Teater och Limfjordsteatret.

## Filmografi i urval
- 1998 – Baby Doom
- 1999 – Mifune
- 2000 – Bornholms eko
- 2001 – En riktig människa
- 2001 – Blinkande lyktor
- 2002–2003 – Nikolaj och Julie (TV-serie)
- 2008 – Konsten att gråta i kör
- 2014 – 1864 (TV-serie)
- 2016–2017 – Badhotellet (TV-serie)
- 2017 – Gud talar ut